# Windmotor Tirns
De Windmotor Tirns is een poldermolen nabij het Friese dorp Tirns, dat in de Nederlandse gemeente Súdwest-Fryslân ligt.

## Beschrijving
Deze molen, die enkele honderden meters ten zuidoosten van Tirns aan de Franekervaart staat, is een maalvaardige Amerikaanse windmotor. Hij werd in 1922 gebouwd voor de bemaling van de Tirnserpolder als vervanger van een aantal kleinere molens. De molen is een windmotor van het type Herkules Metallicus en werd gemaakt bij de Vereinigte Windturbine Werke AG in Dresden. Hij werd door het toenmalige Waterschap Scharnegoutum c.a. gekocht bij de handelsmaatschappij R.S. Stokvis en Zn in Rotterdam. Sinds de jaren zestig kan de vijzel van de motor ook met behulp van een elektromotor worden aangedreven. 
De molen, sinds 1999 een rijksmonument, is niet geopend voor publiek. De windmotor is door Wetterskip Fryslân overgedragen aan de Stichting Waterschapserfgoed.